# روح السياسة
روح السياسة (بالفرنسية: Psychologie  Politique) كتاب اجتماعي للطبيب والمؤرخ الفرنسي غوستاف لوبون Gustave Le Bon صدر باللغة الفرنسية عام 1910 ثم صدرت الترجمة عام 1947، يتحدث الكاتب عن الروح السياسية للجماعات باعتبارها قاطرة الحياة الفكرية التي تقود معارك الجماعات في كافَّة الميادين الإنسانية الأخرى. الكتاب يقوم بتشريح جسد النظرية السياسيّة للجماعات البشريّة بوصفها المحرض الأساس لنزاع الإنسان على الأرض عسكرياً واجتماعياً واقتصادياً.يستعرض «لوبون» الأنظمة الدكتاتورية، متناولاً الصراع بين الاشتراكية والرأسمالية حول مصادر الأموال وسعي الأخيرة للاستئثار بمقدرات الدول التي تحكمها.ويبين المؤلف تطبيق النهج الاستعماري على الشعوب التي خضعت للاحتلال ونتائج إرغامها على الأساليب الأوروبية، فاضحاً كذبة «الحريّة» التي تتشدق بها الدول العظمى وتستغلها لنهب ثروات البلدان وما يتخلل ذلك من جرائم ضد الإنسانية وخراب للبشر والحجر
كتب لوبون في صدارة الكتاب مقولته: العقل يخلق العلم، والمشاعر والمعتقدات تقود التاريخ.

## محتوى الكتاب
الباب الأول: المقصد والطريقة
روح السياسة
مقتضيات الاقتصاد ونظريات السياسة
طرق البحث في روح السياسة
الباب الثاني: العوامل الفكرية في عالم السياسة
مصدر القوانين والأوهام الاشتراعية
مساوئ القوانين
شأن الخوف في عالم السياسة
نشوء الحقوق الإلهية في الوقت الحاضر
العوامل النفسية في المعارك الحربية
العوامل النفسية في المعارك الاقتصادية
تعليم الجامعات وتأثيره النفسي
الباب الثالث: الحكومة الشعبية
صفوة الرجال والجماعات
الإقناع
مزاج العمال النفسي
الأشكال الحديثة لرغبات الشعب
المزايدة الانتخابية ومقت النظام النيابي
تفاقم الاستبداد
الباب الرابع: الأوهام الاشتراكية والأوهام النقابية
الأوهام الاشتراكية
الأوهام النقابية
تطور النقابية الفوضوي
الباب الخامس: أغلاط روح السياسة في مادة الاستعمار
مبادئنا الاستعمارية
نتائج تطبيق التربية الأوربية على الشعوب المتأخرة
نتائج تطبيق أنظمة أوروبا ومبادئها الدينية على الشعوب المتأخرة
أسباب عجز الحضارة الأوربية عن تحويل الشعوب المتأخرة
طرق الاستعمار الحديثة
الباب السادس: تطور الفوضى ومصارعة الانحلال الاجتماعي
الفوضى الاجتماعية
استفحال الجرائم
القتل السياسي
الاضطهاد الديني
النزاع الاجتماعي
المقادير الحديثة وتبديد المقادير
الدفاع الاجتماعي 

## مقتطفات من الكتاب
تعاليم (ماكيافيلي) في قيادة الناس
الكتاب الحقيقي الوحيد الذي بحث في روح السياسة هو الكتاب الذي وضعه فلورنسي منذ أربعة قرون فخلد به اسمه، وهذا المؤلف مدفون تحت قباب كنيسة الصليب المقدس (سنتا كروشيا) الشهرية في مدينة فلورنسا، فهذه الكنيسة التي هي عنوان مفاخر إيطاليا تحتوي على قبور جميلة أقيمت ذكرى لعظماء إيطاليا مثل مايكل آنجلو وغاليله ودانتي... إلخ، وقد نقشت مآثر هؤلاء بحروف من ذهب، وليس بين قبورهم غير واحد رؤي الإطناب في وصف صاحبه لا يجدي نفعاُ، إذ لم ينقش عليه سوى هذه الكلمة وهي «ماكيافيلي 1527» لا يبلغ أعلى المجد شأو هذا الاسم. والأثر الذي من أجله استحق ماكيافيلي ذلك التاريخ المجيد الوجيز هو كتابه «الأمير» فقد تضمن هذا الكتاب قواعد سديدة في قيادة أبناء ذلك الوقت، ولو لم يختص هذا الكتاب النفيس بذلك الزمن لما ساء صيته بعد أن تطورت الأفكار والعادات، فأصبح لا يعبر عن مقتضيات هذه الأيام، ولما صار اسم (ماكيافيلي) مرادفًا للغدر والخداع. اطلع هذا العالم الكبير بثاقب نظره على حقائق الأمور، فكان يبحث عن الممكنات لا عن الكمال، ومن يود أن يقف على درجة عبقريته ودهائه فليرجع بصره إلى ذلك العصر الزاهر الفاسد حين كانت حياة المرء لا قيمة لها عند الآخرين، وكان الناس يرون من الأمور الطبيعية أن يأخذ الرجل خمره معه عندما يذهب؛ ليتناول طعام الغداء على مائدة أحد الكرادلة أو مائدة أحد أصدقائه، خوفًا من سمه. فتفسير سياسة العصر المذكور بأفكارنا الحاضرة هو من عدم الإصابة كشرح الحروب الصليبية والحروب الدينية، وملحمة سان بارتلمي بمبادئ زماننا.
وما كان (ماكيافيلي) من أصحاب العلوم النظرية، فقد اختبر - بما تقلده من
المناصب الكثيرة - سياسة بلاده العملية، وآلمته الفتن الدامية المستمرة التي استحوذت على جمهوريات إيطاليا ذات النظام النقابي، وفي سنة 1502 شاهد دخول فلورنسا في حوزة الحكم المطلق الدائم، فاستنتج أن هذا النظام ينشأ عن الحكومات الشعبية في كل زمن. وما كان واهما في ذلك. فلقد أصاب جميع جمهوريات إيطاليا وأثينا وروما مثلما أصاب فلورنسا. ومع أنه لم يبق لتعاليم (ماكيافيلي) العظيم من فائدة في قيادة الناس، فقد مضت أربعة قرون على وفاته دون أن يسعى أحد في تجديد أثره في روح السياسة وهي من الأمور الحاجية التي لا غنية لأولي الأمر عنها. حقٍّا إن روح السياسة - وإن شئت فقل: فن الحكم - ضرورية لهم، غير أن قلة الدساتير الصريحة تلقي أزمة قيادتهم إلى اندفاعات الوقت وعدد من القواعد التقليدية المختصرة اختصارا مخلا، وإدلاء مثل هذه تؤدي إلى ضلال بعض القادة.
أهمية التعليم
كان (ليبنز) يقول إن التربية تقدر على تحويل الشعب في مئة سنة، وقد كان عليه أن يبين أن تربية غير ملائمة تفسد مزاج الشعب النفسي في زمن أقل من ذلك. وما أوجبه تعليم الجامعات منذ قرن من الرقي العلمي والتقدم الصناعي والنجاح الاقتصادي في ألمانيا يؤيد صحة نظر (ليبنز)، وأما قولي إن تربية لا تناسب احتياجات الشعب تفسد مزاجه النفسي، فإن في الانحطاط الذي تقودنا إليه برامجنا المدرسية ما يثبت صدقه. فبرنامج يصنع عددا كبيرا من المنحطين والثوريين وكثيرا من ذوي الهذر والثرثرة الذين لا يستفاد منهم في المختبرات والمصانع، ولا ينفعون إلا لتكرار الأدلة التي يقرأونها في الكتب الموجزة، هو برنامج موجب للغم والحزن. التربية أمر نفسي قبل كل شيء، وما تسير عليه جميع مدارسنا - ابتدائية كانت أم عالية - من المبادئ الأساسية فقائم على أغلاط نفسية، وقد نشأ عن ذلك صيرورة جامعاتنا من الأسباب الرئيسة في الفوضى الاجتماعية التي تأكلنا والانقراض الذي يهددنا.
.......
وما يسود التعليم الأمريكي يسود التعليم الإنكليزي، فإليك عبارة اقتطفها من بيان وزعته إدارة التعليم الأسكتلندية على الأساتذة: "ليست غاية التعليم الرئيسة اكتساب عدد من المسائل، بل تعويد الطالب أمر البحث والتنقيب الذي قد ينفعه في تهذيب نفسه تهذيبًا منظما، ومن هذا يستدل على أنه يجب على كل طالب أن يدرس كل مسألة في المختبرات بنفسه، وأن لا يكون لأدلة الأساتذة وبراهينهم فيه سوى شأن ثانوي، ويجدر بالدرس في المختبرات أن يسبقه إيضاح من الأساتذة لما يشاهده الطلاب فيها، وأن يعقبه قياس لما علم فيها من النتائج ومناقشة في ما بين هذه النتائج من فروق، وإذا أتى الأساتذة بأدلة وبراهين فلتأييد النتائج وشرح شواردها. ليست هذه الطرق التدريسية أمرا جديدا، فقد مارستها البلاد جميعها سوى البلاد اللاتينية، وقد ساعدت على رقي ألمانيا العلمي والاقتصادي، وإذا كنا لم نسر عليها فلأن ذلك يتطلب - كما بينت آنفا - تبديل روح الأساتذة ثم روح الأبوين فروح التلامذة والذي يجب تغييره هو روح الأساتذة على الخصوص، وهل يمكنهم أن يسلكوا سبيلا غير سبيل الاستظهار وقد شبوا عليه؟ إن الجهود التي بذلت لتبديل روح الأساتذة ذهبت أدراج الرياح، فكأن تلك الروح التي نسجها التعليم المدرسي التقليدي ثبتت ثباتً أبديٍّا، وكأن الأساتذة الذين تخرجوا على الكتب واتخذوها أدلاء لهم سيموتون منكبين على مطالعتها بعيدين من العالم الحقيقي.
أسباب عجز الحضارة الأوروبية عن تحويل الشعوب المتأخرة
يدلنا البحث في مختلف عناصر الحضارة، ولا سيما في الأناظيم والمعتقدات والآداب واللغة والفنون على وجود تناسب بينها وبين طرز التفكير والشعور في الأمة التي تعتنقها، وعلى كونها لا تتحول إلا إذا أخذ ذلك الطرز يتحول. وبالتربية تتلخص نتائج الحضارة، وليست النظم والمعتقدات سوى عنوان لمناحي تلك الحضارة، فإذا لم يكن بين إحدى الحضارات وبين أفكار الأمة ومشاعرها شيء من المطابقة، بقيت التربية التي تتلخص بها نتائج تلك الحضارة غير مؤثرة في الأمة المذكورة، وكذلك الأنظمة التي تناسب بعض الاحتياجات لا تناسب ما يباينها وأقل مقايسة نأتي بها تثبت أن الفرق النفسي بين شعوب الشرق - ولا سيما المسلمين والهنود الصينيون - وبين شعوب الغرب بلغ من الاتساع مبلغا لا تؤثر به أنظمة هذه في تلك، تختلف شعوب الشرق عن شعوب الغرب من جميع الوجوه، أي من حيث الأفكار والمبادئ والمشاعر والمعتقدات، فبينما نرى شعوب الغرب تسعى كل يوم في التحرر من ربقة المؤثرات الموروثة، نرى شعوب الشرق تستمد حياتها من الماضي دون غيره، فلا عهد لأوروبا الحديثة بما في عادات الشرق من الثبات.
الدفاع الاجتماعي
نعلم أن روح الأمة تتألف من شبكة من التقاليد والمعتقدات والمشاعر العامة والأساطير التي ثبت أمرها بفعل الوراثة، فهذه هي الروح التي تعين على شكل غير شعوري وجهة أفكارنا واتجاه سيرنا وبفضلها تفكر الأمم تفكيراً متماثلا وتسير سيراً متشابها في طرق معاشها الأساسية. ولا يستطيع المجتمع البقاء ما لم يكن ثابت الأركان بثبوت ما يقوم عليه من روح قومية، ولا تلبث الأمة التي ظلت متبربرة حتى اكتسبت روحا قومية أن ترجع إلى طور الهمجية عندما تنحل هذه الروح فيها، فلما فقدت روما روحها الوطنية فقدت نفسها، وقد احتاج الفاتحون الذين أقاموا سلطانهم على أنقاضها إلى قرون كثيرة لاكتساب روح وطنية يخرجون بها من ظلمات التوحش.

## نقد وتعليقات
كتب ياسر الغسلان (مدير المركز العربي للدراسات الأمريكية بواشنطن) على مدونته التي اسماها «ثرثرة رجل أستيقظ متأخراً» في 16 يونيو 2021: «من أهم الكتب التي تناولت موضوع السياسة في التاريخ الحديث هو كتاب» روح السياسة«للكاتب غوستاف لوبون»، ويتابع الكاتب قائلاً: «على الرغم من أن الكاتب في كتابه عمل على شيطنة الحرية باعتبارها كذبة تصدّرها الدول الكبرى وهو في حقيقته لم يجانب الصواب تماماً، إلا أني أختلف معه من حيث رسم هذه الصورة التي تعطي الإنطباع أن الحرية في ذاتها أكذوبة ووبال على الناس إلى جانب رفضي لميله نحو فكرة أن الاستبداد السياسي يمكن اعتباره ملاذاً آمنا للشعوب.... لخص لوبون مساوئ الحرب في ثلاث نتائج حتمية وهي ضياع المال وفقد الرجال وضعف الشعب، مضيفاً أن التجارب أثبتت منذ قرون أن الجيش متى ما فقد عشرين في المئة من أفراده يعد نفسه مغلوبًا، وهذه النسبة هي ما نسميها الحد المخل بالقوة المعنوية.... يعلنها صراحة في موقف قد يقرأه البعض ينطلق من قناعة شخصية وقد يراه البعض الآخر أن منطلقه دراسة للتاريخ والحراك الإجتماعي فيقول، الحاجة إلى الاستبداد عاطفة قومية ملازمة لمزاجنا النفسي، ويسهل إثبات ذلك ببيان نتائج النظم الواحدة في مختلف الشعوب».
كتب موقع تكوين: «يصلح أن نسمي هذا الكتاب بتشريح جسد النظرية السياسيّة للجماعات البشريّة بوصفها المحرض الأساس لنزاع الإنسان على الأرض عسكرياً واجتماعياً واقتصادياً.يستعرض» لوبون«الأنظمة الدكتاتورية، متناولاً الصراع بين الاشتراكية والرأسمالية حول مصادر الأموال وسعي الأخيرة للاستئثار بمقدرات الدول التي تحكمها.ويبين المؤلف تطبيق النهج الاستعماري على الشعوب التي خضعت للاحتلال ونتائج إرغامها على الأساليب الأوروبية، فاضحاً كذبة» الحريّة«التي تتشدق بها الدول العظمى وتستغلها لنهب ثروات البلدان وما يتخلل ذلك من جرائم ضد الإنسانية وخراب للبشر والحجر».
كتب ندى أسامة ملكاني على موقع الحوار المتمدن": "إذا كان نقد لوبون للاشتراكية في وجه من وجوهه يرتكز على الصفة الرئيسة فيها وهي - كما يذكر المؤلف - الحقد على أفضلية النبوغ والثروة والذكاء، لتغدو قوة قادرة على إقامة عالم جديد يحقق السعادة الأبدية على أنقاض المجتمع القائم، فإنه يشن هجوما لاذعا على النقابية الفوضوية التي ترتكز على تقويض المجتمع ذاته، ما يؤدي إلى إشاعة الفوضى بالشكل الذي لن يستطيع مقاومته أي تدبير اجتماعي. إن الاشتراكية هي عنوان الحكومية بينما النقابية ترفض كل مداخلة من الحكومة. بينما الأولى تمقت رأس المال وهي نتيجة انحطاط الطبقة الوسطى، نجد أن النقابيين يدركون شأنه".
كتب أحمد البان على موقع إسلام أون لاين: "قد تعاني أجيال كثيرة نتيجة خطأ سياسي واحد، بهذه العبارة يختصر المؤرخ وعالم الاجتماع الفرنسي غوستاف لوبون أثر السياسة والحكم في التاريخ البشري وأهمية معرفة أساليب الحكم أو (روح السياسة) كما هو عنوان كتابه، والذي قال فيه: "… إن معرفة أساليب الحكم ـ أي معرفة روح السياسة ـ من أصعب المسائل في جميع الأزمنة ولا سيما الزمن الحاضر حيث ثقلت وطأة مقتضيات الاقتصاد الناشئة عن مبتكرات العلوم والصنائع  وأصبح لا تأثير للحكومات فيها"، يتابع الكاتب قائلاً: "يمكن أن نفهم هذه الفكرة أكثر إذا علمنا أن غوستاف يرى أن القوانين لا تغير واقع المجتمعات، وقد خصص فصلا كاملا لشرح هذه الفكرة بعنوان (مساوئ القوانين) كما ظل يلح عليها خلال فصول الكتاب الأخرى، ويشبه غوستاف المشترعين الذي يريدون تبديل عوامل النشوء في المجتمعات عن طريق سن القوانين بما جاء في كتب الأقاصيص أن (سرخس) ساط البحر عقابا له على تدمير سفنه وتحذيرا له من العودة إلى مثل ذلك مرة أخرى"، ويواصل الكاتب قائلاً: "وفي تحليله سيكولوجيةَ الجماهير يرى غوستاف أن العاطفة تقود المجتمعات وتغيرها أكثر من العقل، فالعقل ـ كما يقول ـ قوام العلم والمعارف فقط، وإنما المشاعر والمعتقدات هي التي تقود الناس وتكوِّن التاريخ، والجماعات لا تتأثر من انسجام الخُطَب المنطقي بل بما تورثه بعض الكلمات في نفوسها من صور عاطفية"، ويخلص الكاتب في النهاية قائلاً: "إن غوستاف لوبون يقدم رؤية عميقة ومغايرة في نفس الوقت لفن السياسة، حيث ينفي دور القوانين معطيا أولوية التأثير والتغيير للبنية العميقة في المجتمع وهي العادات والمعتقدات، ومانحا العاطفة دورها المحوري في توجيه المجتمعات والأمم بعدما فتنت النظريات السياسية بالعقل وجعلته محور التغيير. فهل سندرس العاطفة ومنطقها لكي نفهم عوامل التأثير والتغيير الاجتماعي والسياسي وهل سندرس خصائص المجتمع وعاداته قبل أن نحاول ضبط حركة سيره بترسانات القوانين؟".
كتب الدكتور علي المرهج على موقع الصحيفة العراقية «العالم الجديد» في 30 مايو 2021: «يمكن أن نكتب عن مفهوم الروح عند غوستاف لوبون، لا بوصفها روحاً غيبية تنزل من عالم المثل لتحل في عالم الواقع، بل بوصفها نتاج الواقع، أو قل مثلما يقول هيجل: بجدلية المثال والواقع، ليكونا وجهين لعملة واحدة كما يُقال»، يواصل المرهج كلماته عن غوستاف لوبون ويقول: «يُميز لوبون كمؤرخ وفيلسوف تاريخ ومُستشرق مُحايد ومُنصف، أنه كان دائم التذكير بفضل حضارة الشرق القديمة على اليونان، وفضل حضارة العرب على الغرب، فقد أشاد بحضارة بلاد ما بين النهرين ومصر القديمة، بل وكتب عن فضل العرب وما قدموه من علوم للغرب .... ما تنبه له (لوبون) هو (كاريزما القائد الجماهيري) الذي لا يشترط فيه نباهة علمية أو ثقافية أو إمتلاكه لحكمة فلسفية، بل قدرته على استنهاض همم الجماهير وتهييج عواطفهم ليكونوا كتلة واحدة. يؤكد لوبون على غياب» الشخصية الواعية للأفراد«وسط الجماعة التي ينتمي لها الفرد ـ غالباً ـ ليجد الفرد منساقاً مع الجماعة، أو ما أسماه في كتابه» سيكولوجية الجماهير" "الجمهور النفسي«الذي يُشكل ما أطلق عليه» روح الجماهير«، ليُثبت لنا أن أياً» تكن نوعية الأفراد الذين يُشكلون هذه الجماعة، وأياً يكن نمط حياتهم... فإن مُجرد تحولهم إلى جمهور يُزودهم بنوع من (الروح الجماعية)«، لتكتشف إختفاء الوعي الفردي، ليكون الفرد بمثابة جزء من جسد، يشد بعضه بعضا».

## وصلات خارجية
https://www.hindawi.org/books/29293972/ روح السياسة
https://www.goodreads.com/book/show/17384176 روح السياسة
https://www.ahewar.org/debat/show.art.asp?aid=702281 روح السياسة